# پولبروک
پولبروک (به انگلیسی: Polebrook) یک روستا و محله مدنی در بریتانیا است که در East Northamptonshire واقع شده‌است. پولبروک ۴۷۸ نفر جمعیت دارد.